# Sân bay Mariehamn
Sân bay Mariehamn (tiếng Thụy Điển: Mariehamns Flygplats, tiếng Phần Lan: Maarianhaminan lentoasema) (IATA: MHQ, ICAO: EFMA), là một sân bay cách Mariehamn 3 km, ở quần đảo nói tiếng Thụy Điển Åland, Phần Lan. Sân bay này đã phục vụ 64.114 lượt khách năm 2006, là nơi hoạt động của hãng hàng không quốc doanh Finavia.
Đây là trung tâm chính của hãng hàng không Air Åland với các tuyến bay nối với Helsinki và Stockholm bằng máy bay Saab 340 A, 3-4 chuyến mỗi ngày đi Helsinki và 2 chuyến mỗi ngày đi Stockholm. Turku Air bay tuyến Turku với tần suất 3 chuyến một ngày vào những ngày thường với máy bay Piper PA-31 Navajo.

## Các hãng hàng không và tuyến bay

### Theo lịch trình
- Air Åland (Helsinki, Stockholm-Arlanda)
- Turku Air (Turku)

### Các hãng vận tải hàng hóa và thuê bao
- Turku Air
- Nordic Solutions Air Services